# Stuckrad (Adelsgeschlecht)
Stuckrad(t) ist der Name eines hessischen Adelsgeschlechts aus Rotenburg an der Fulda.

## Geschichte

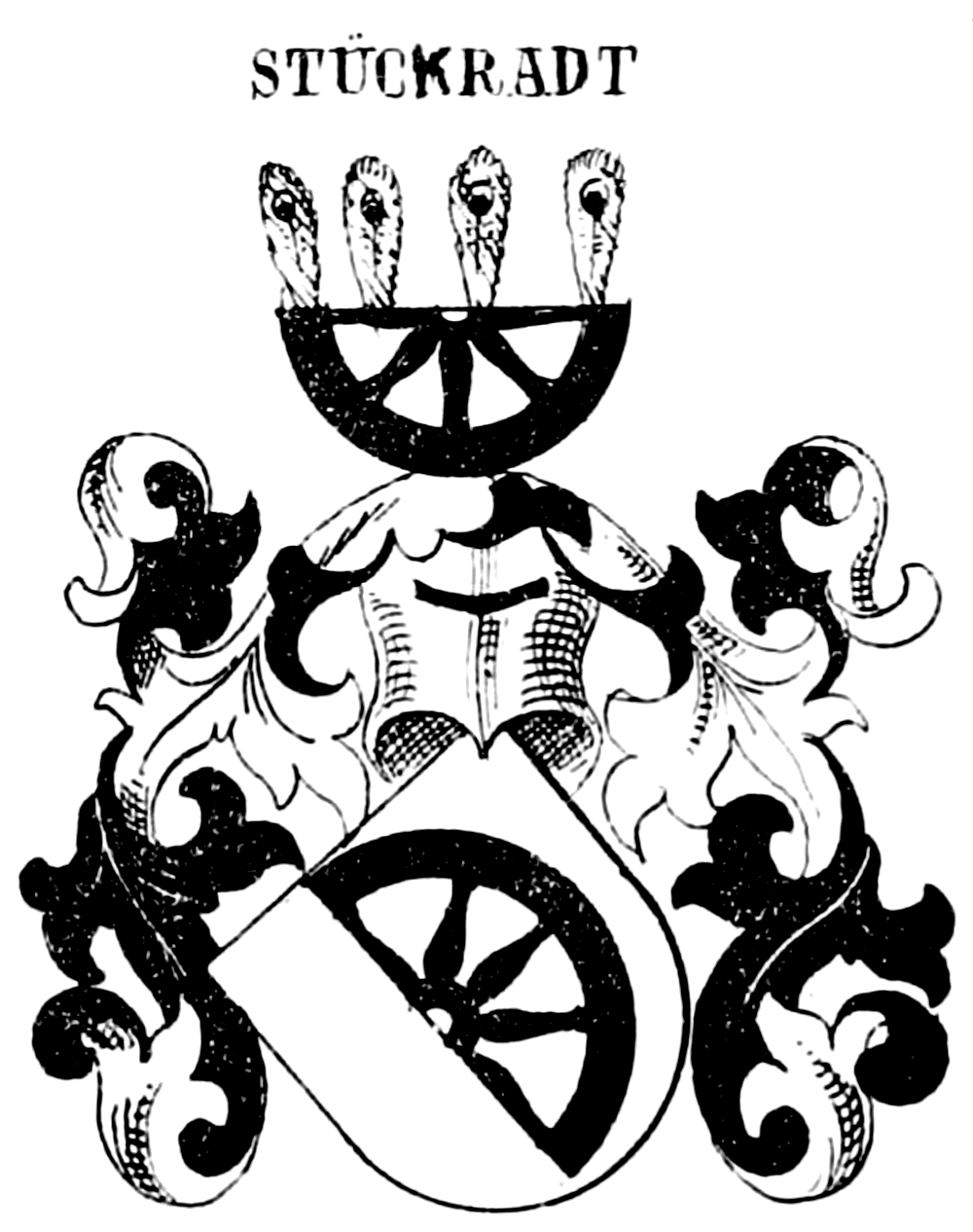
Wappen in Siebmachers Wappenbüchern

Die Stammreihe der Familie beginnt mit Wittekind Steukeroth (urkundl. 1510–1547), Landgräflich hessischer Rentmeister, der bereits 1532 mit dem halben Rad im Wappen siegelte. Den Reichsadelsstand erhielt Friedrich Stuckerad auf Moischeid, Grafschaft Ziegenhain am 23. November 1729. Für das Gesamtgeschlecht erfolgte die preußische Adelsanerkennung als v. Stückradt durch A.KO. vom 26. Mai 1803, die preußische Erlaubnis zur Führung der einheitlichen Schreibweise v. Stuckrad am 7. Oktober 1872.

## Wappen
Das Wappen von 1729 zeigt in Silber die aufgerichtete linke Hälfte eines schwarzen (auch roten) Rades. Auf dem Helm mit schwarz–silbernen (rot-silbernen) Helmdecke ein auf der Felge ruhendes halbes schwarzes (rotes) Rad, das mit 4 Pfauenfedern besteckt ist.

## Bekannte Familienmitglieder
- Alexander von Stuckrad (1814–1895), deutscher Generalmajor
- Benjamin von Stuckrad-Barre (* 1975), deutscher Schriftsteller und Moderator
- Bruno von Stuckrad (1850–1923), preußischer Generalleutnant
- Edwin von Stuckrad (1840–1892), preußischer Generalmajor
- Georg von Stuckrad (1783–1876), Landrat des Kreises Beckum (1827–1828)
- Leopold von Stuckrad (General, 1780) (Karl Friedrich Leopold von Stuckrad; 1780–1854), deutscher Generalleutnant
- Leopold von Stuckrad (General, 1808) (Karl Friedrich Leopold von Stuckrad; 1808–1885), deutscher Generalleutnant
- Kocku von Stuckrad (* 1966), deutscher Religionswissenschaftler
- Martha von Stuckrad (1854–1942), deutsche Malerin
- Otto von Stuckrad (1803–1888), deutscher Generalmajor